# Panorpa amamiensis
Panorpa amamiensis is een insect uit de orde van de schorpioenvliegen (Mecoptera), familie van de schorpioenvliegen (Panorpidae). De wetenschappelijke naam van de soort is voor het eerst geldig gepubliceerd door Miyamoto & Makihara in 1984.
De soort komt voor in Japan.